# Magyarország bécsi nagykövetsége
Magyarország bécsi nagykövetsége (németül: Botschaft von Ungarn, Wien) a Magyarország és Ausztria kapcsolatainak kiemelt intézménye, egyúttal a legrégebbi, ma is működő külképviseletünk: 1918-ban nyitották, és mindmáig ugyanabban az épületben található. Az intézmény Bécsben, a Bankgasse 4-6 szám alatt működik, nagykövetünk 2019-ben Nagy Andor.

## Épülete
A hatalmas, három utcára néző barokk palota-komplexum főépülete 1692–94-ben épült Johann Bernhard Fischer von Erlach tervei alapján Theodor Strattmann gróf, udvari kancellár számára, ezért Bécsben Strattmann-palota néven is ismerik. 1747-ben gróf Nádasdy Lipót, a Magyar Udvari Kancellária akkori vezetője vásárolta meg maga és a hivatala számára. E kancellária utódintézménye volt a király személye körüli körüli miniszter és kis hivatala, az „a latere minisztérium” ami a monarchia felbomlásáig az épületet birtokolta.
Egy 1922-es leírás szerint a palota első emeletének nagy részét hatalmas termek és egy hosszú galéria foglalták el. A legfontosabb az úgynevezett delegációs terem volt, ahol a Monarchia idején a közös ügyek intézésére a két állam parlamentjei által kiküldött delegációk üléseztek. Ennek folytatásában helyezkedett el a követ magánlakása, azaz rezidenciája tucatnyi szobával, a másik oldalon pedig a legfontosabb irodák, amik szintén gazdag berendezésű, reprezentatív termek voltak, damaszttal borított falakkal, fehér-arany díszítésű mennyezettel. Az első emeleten volt az öt „miniszteri vendégszoba”, szintén reprezentatív termek, de az épületben természetesen sok más szerényebb vendégszoba is rendelkezésre állt főleg a budapesti utazók elhelyezésére. A második emeleten volt a nagykövet helyettesének, az első beosztottnak a lakása mintegy tíz szobával, és több más tisztviselői lakás is.

## Története
Az első világháború következtében felbomló Osztrák–Magyar Monarchiából önállósodott Magyarország legfontosabb – politikai, gazdasági és kulturális – kapcsolatai Ausztriával voltak (1919. októberéig: Német-ausztriai Köztársaság). Mindaz, ami addig a monarchiában a két ország között zajlott és belügynek tekintették, hirtelen külüggyé vált. Ezt tükrözi, hogy a legelső külképviselet, amit Magyarország megnyitott, a bécsi volt: az önálló Magyarországot 1918. november 16-án kiáltották ki, a külügyi igazgatásról szóló V. néptörvény december 13-án született meg, ám mindezeket megelőzve, 1918. november 11-én bécsi követté nevezték ki  Harrer Ferencet, aki november 14-én Bécsben át is adta megbízólevelét. Harrer szervezte meg a követség működését, munkája ezzel lényegében véget is ért: december elején már visszautazott Budapestre, hogy magának a külügyminisztériumnak a szervezetét felállítsa.
Harrert gyors egymásutánban – a magyarországi belpolitika fordulataihoz igazodva – többen követték, az első, huzamosabb időt követként ott töltő diplomata Masirevich Szilárd volt, aki 1921-től 1925-ig képviselte hazánkat. Ekkor a követség igen nagy létszámú hivatal volt, a tisztviselők jelentős része még mindig a visszamaradt közös ügyekkel foglalkozott, sokféle sajtó-, katonai és felszámoló részleg működött. Az első beosztott Barcza György volt.
A követség jelentősége az 1930-as évekre csökkent: a magyar külpolitika a német vonalat erőltette, az ennek hullámain létrejövő olasz–osztrák–magyar szövetségben Ausztriának már alig jutott mozgástér, hiszen az 1938-ban bekövetkezett Anschluss fenyegetettségében kellett politizálnia. 1938. április 11-én le is fokozták a követséget: a Harmadik Birodalomhoz csatolt Ausztria önálló államisága megszűnt, ezért az intézményt főkonzulátussá minősítették át és berlini magyar követség alá helyezték. Az első főkonzul a kevésbé ismert Bobrik Arnó lett. Mint főkonzulátus, az intézmény a második világháborút követően megszűnt, 1945-46-ban felszámolás alatt állt, majd '46-47-ben politikai képviseletté alakult, hogy 1947-ben követség, majd 1964. október 31-től nagykövetségi rangú legyen.
1947-ben az éppen Svájcban tartózkodó Nagy Ferenc miniszterelnököt lemondatták, ami a magyarországi kommunista hatalomátvétel egyik jelentős állomása volt. A diplomáciai kar számos tagja nyújtotta be ekkor lemondását, köztük Bartók László bécsi követünk is, aki ezt követően emigrációba kényszerült. 1950-ben ezen a követségen nyílt meg az első hírszerző rezidentúra: hat év alatt tíz hasonló szervezeti egység alakult világszerte, melyek a külképviseleti szervek fedése alatt működve végeztek kémtevékenységet.
A rendszerváltás előtti utolsó nagykövetünk – aki maga is részt vett a páneurópai pikniken – Nagy János volt.
A nagykövetség alá tartozik nyolc tiszteletbeli konzul: Bécs, Linz, Bregenz, Kismarton (Eisenstadt), Graz, Innsbruck, Klagenfurt am Wörthersee és Salzburg városokban.

### A bankgassei rablás
1919. május 2-án Hajós Jenő követségi titkár – kihasználva, hogy Bolgár Elek követ Magyarországon tartózkodott – segítőjével feltörték a követnek és a gazdasági megbízottnak a követség épületén belül elhelyezkedő lakását, és ellopták azt a jelentős készpénzállományt, amit a Magyarországi Tanácsköztársaság vezetői utasítására csempésztek ki Ausztriába. Az akkori áron több mint 6 és fél tonna arany értékének megfelelő, közel 140 millió koronát a tolvajok az ellenforradalmi kormánynak szerették volna eljuttatni az Antibolsevista Comitén keresztül. A sikeres betörést követően felfegyverzett magyar katonatisztek szállták meg az épületet – valójában a bécsi rendőrök szeme előtt egyszerűen bemasíroztak oda -, lefegyverezték a benti őrséget, megvárták Bolgár Elek és Fenyő Andor hazatértét, majd további egy követségi alkalmazottal együtt elrabolták őket. A súlyos diplomáciai skandalum az osztrák pénzügyminiszter és a bécsi rendőrfőnök tudtával történt. A pénz egy részéből magát az ellenforradalmat finanszírozták később, közel felét a bécsi rendőrség lefoglalta és visszajuttatta Magyarországra a Tanácsköztársaság bukását követően, de valójában soha nem történt teljes körű elszámolás, az összeg hollétét még évekkel később is firtatta a sajtó. A követség alkalmazottait már másnap kiszabadították, az elkövetők részben elmenekültek, részben rövid vizsgálati fogsággal megúszták a támadást.